# Eareckson Station
Eareckson Station ist ein Ort und ein census-designated place (CDP) in der Aleutians West Census Area in Alaska. Das U.S. Census Bureau hatte bei der Volkszählung 2020 eine Einwohnerzahl von 232 ermittelt.

## Geographie
Eareckson Station befindet sich auf der 14,2 km² großen Aleuten-Insel Shemya. Auf der 60 km weiter westlich gelegenen Insel Attu Island befindet sich die verlassene Siedlung Attu Station. Adak, der nächstgelegene bewohnte Ort, liegt 637 km weiter östlich.

## Geschichte
Eareckson Station wird seit 2020 als ein census-designated place geführt. Auf der Insel befindet sich der Luftwaffenstützpunkt Eareckson Air Station der US-Luftwaffe.

## Demografie
Zum Zeitpunkt der Volkszählung im Jahre 2020 (U.S. Census 2020) hatte Eareckson Station 232 Einwohner auf einer Landfläche von 369,01 km². Von den Einwohnern waren 186 Weiße, 24 afrikanisch-amerikanischer Abstammung sowie 6 Asiaten.